# Almahata Sitta

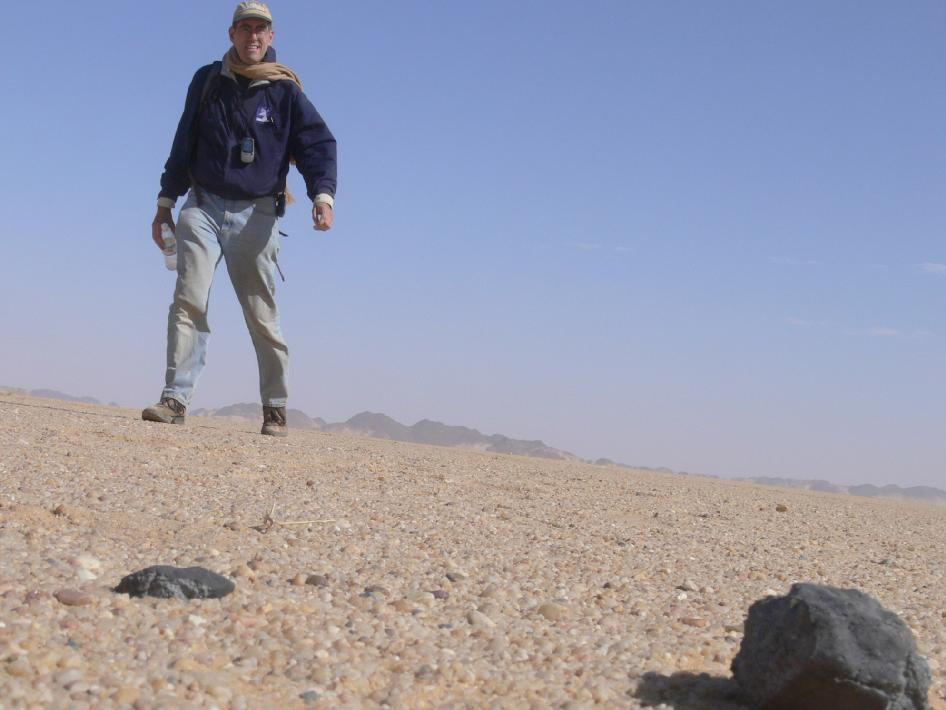
Az Almahata Sitta meteorit egyik darabjának begyűjtése: a képen a meteorit begyűjtésére a Khatumi Egyetem diákjainak segítségével expedíciót szervező Peter Jenniskens amerikai csillagász.

Az Almahata Sitta meteorit, mely 2008. október 7-én hullott le Egyiptom és Szudán határán a Núbiai sivatagban. Lehullás előtt még kisbolygóként volt lajstromozva: 2008 TC3.

## Becsapódása és megtalálása
2008 októberében még mint Föld felé közelítő égitestet észlelték. 19 órával az észlelés után, még a becsapódás előtt, Olaszországból is észlelték a kicsi égitestet. Ez a földetérés előtt mintegy egy órával történt, a Földtől mintegy 50 000 kilométer távolságban. Ekkor a látszó fényessége 14 magnitúdó volt. A meteoritok forráségitestje mintegy 5 méter átmérőjű volt. A gyéren lakott sivatagos területen csak kevés megfigyelő észlelhette, de észlelése nyomán a Khartumi Egyetem kutatói decemberben már begyűjtöttek mintegy 4 kilogrammnyi mennyiséget belőle.
A széttöredezett égitestről az Egyiptom és Szudán határát átszelő országút közelében lévő Almahata Sitta (6-os állomás) nevű ponton gyűjtöttek először, ezért nevét is erről a lelőhelyről kapta.

## Vizsgálati eredmények
A Nature 2009, március 26-i száma a címlapon és belül több cikkben számolt be a rendkívüli eseményről és a minták gyors begyűjtéséről, kiértékeléséről. Ugyancsak hírt adott a legfrissebb mérésekről, a meteorit ureilites összetételéről Mike Zolensky is, a NASA JSC kutatója a 40. Lunar and Planetary science konferencián, Houstonban.
A 2010 március elején sorra kerülő 41. Lunar and Planetary science konferenciára már több közleményt küldtek be a meteorit részletes vizsgálatáról. Kiderült, hogy az Almahata Sitta polimikt ureilit breccsa. Mintegy 20 különböző meteorit típus töredékét írták már le a vizsgált példányokból, melyek között E-kondritos, H-kondritos, különböző metamorf fokozatú szemcsék is vannak. Ilyen breccsa meteoritot eddig egyet ismertek, s ez a Kaidun meteorit.

## Expedíció a meteorit darabjainak további fölkutatására
Egy későbbi expedíció további mintákat gyűjtött a mintegy 29 kilométer átmérőjű szórási ellipszis mentén.

## Külső hivatkozások
- A becsapódás után megtalálták a lehullott Almahata Sitta darabjait
- A szülőégitest szerkezete és fejlődése. Közlemény a 41. LPSC-ről
- Az Almahata Sitta breccsás szerkezetében talált töredékekről
- Különleges kőzettöredékek az Almahata Sitta breccsás szerkezetében